# NorthEast United
El NorthEast United Football Club es un equipo de fútbol de la India que milita en la Superliga de India, la liga de fútbol más importante del país.

## Historia
Fue fundado el 15 de agosto de 2014 en la ciudad de Guwahati luego de que a inicios del 2014 la All India Football Federation le otorgara una franquicia a la ciudad para la temporada inaugural de la Superliga de India ese año. El 13 de abril de 2014 se anunció que el actor de Bollywood John Abraham y el equipo Shillong Lahong FC de la I-League crearían la nueva franquicia.
El 16 de julio de 2014 ficharon al campeón europeo y mundial con España Joan Capdevila como su jugador franquicia, y el 19 de agosto de 2014 al entrenador de Nueva Zelanda en el mundial de Sudáfrica 2010 Ricki Herbert como el primer entrenador en la historia del club.